# Kenta Koie
Kenta Koie (小家健太 Koie Kenta?) (Osaka, Japón, 27 de abril de 1988) es un músico japonés, conocido por ser el vocalista de la banda de metalcore Crossfaith.

## Discografía

### Álbumes
- The Artificial Theory For The Dramatic Beauty (Zestone Records, 2009)
- The Dream, The Space (Tragic Hero Records, 2011)
- Apocalyze (Search and Destroy/The End Records/Sony Music, 2013)
- Xeno (Search and Destroy/The End Records/Sony Music, 2015)
- Ex Machina (Sony Music, 2019)
- Ark (UNFD, 2024)

### Demos
- Blueprint of reconstruction (2008)

### EP
- Zion (2012)
- Species (2020)